# Sorbus decora
Sorbus decora es una especie de arbusto o pequeño árbol perteneciente a la familia de las rosáceas. Se encuentra en el noroeste de Norteamérica, desde los Grandes Lagos, a Nueva Inglaterra y el este de los bosques boreales de Canadá.

## Descripción
Tiene una estrecha relación con Sorbus americana,  tiene las hojas compuestas pinnadas y grupos a menudo, con grandes cantidades de flores y frutos. Sin embargo, una característica útil distintiva de esta especie son sus brotes brillantes y pegajosos.

## Usos
A menudo se cultiva como planta ornamental por su resistencia al frío, sus atractivas flores, y sus grandes racimos de pequeños pomos rojos.
Las frutas son una fuente importante de alimento para la fauna, especialmente las aves en el invierno y la primavera.

## Taxonomía
Sorbus decora fue descrita por Camillo Karl Schneider y publicado en Bulletin de l'Herbier Boissier, sér. 2, 6(4): 313, en el año 1906.
Sinonimia
- Pyrus americana var. decora Sarg.
- Sorbus americana var. decora (Sarg.) Sarg.
- Pyrus decora (Sarg.) Hyland[4]